# Flughafen Haugesund

i7
i11
i13
Der Flughafen Haugesund (norw. Haugesund Lufthavn, IATA-Code: HAU, ICAO-Code: ENHD) auf der Insel Karmøy in Norwegen wird von der Gesellschaft Avinor AS betrieben. Der Flugplatz bedient tägliche Flüge nach Oslo, Bergen, Kopenhagen und mehrmals wöchentlich nach London. SAS, Widerøe und Ryanair fliegen den Flughafen an. Darüber hinaus wird der Flughafen für Charterflüge benutzt.
Der Flughafen wurde 1975 eröffnet. Er liegt an der Westküste von Karmøy, die Start- und Landebahn endet an der Nordsee. Trotz der strengen Wetterverhältnisse mit starkem Wind und häufigem Nebel hat der Flugplatz in der Regel die pünktlichsten Abflüge Norwegens.
2004 hatte der Flughafen eine Regularität von 98,1 Prozent (das heißt nur 77 von 4116 geplanten Flügen wurden gestrichen). Die Pünktlichkeit liegt bei 91,3 Prozent (338 von 3893 Flügen waren verspätet).
Von den 662.076 Passagieren, die 2012 über den Flughafen reisten, waren 438.286 Inlandspassagiere und 223.790 Auslandspassagiere (Ryanair und Charter). 
Neben dem professionellen Flugaufkommen wird der Flughafen für Segelflieger benutzt (Haugaland Seilflyklubb).
Seit dem 12. Mai 2019 wird der Flughafen nicht mehr von der staatlichen Avinor, sondern für 20 Jahre privatwirtschaftlich von der Lufthavndrift AS betrieben.
Ein Shuttlebus verkehrt in die zirka 15 Kilometer nördlich gelegene Stadt Haugesund.